# Wispel
De Wispel is een kanaal in de gemeente Opsterland in de Nederlandse provincie Friesland. Tot in de 19e eeuw was het een klein meer.

## Oorsprong
De Wispel was een natuurlijk water dat de verbinding vormde tussen de Oude Ee enerzijds en via het Moediep met de Boorne anderzijds. Na de opkomst van de turfwinning in Opsterland werd de kronkelige Oude Ee afgesneden door een kanaal te graven, het Klidserecht of -rak, richting het huidige Gorredijk. De verbinding met de Boorne werd verkort door het aanleggen van een reeks kanalen beginnend in de Wispel en eindigend in de Boorne bij Oosterboorn in de grietenij Utingeradeel, even ten oosten van Oldeboorn.
De Wispel vormde een natuurlijke scheiding tussen de dorpen Terwispel, dat zijn naam aan het water heeft ontleend, en Luxwoude.